# Haarstrangwurzeleule
|  | Dieser Artikel wurde aufgrund von formalen oder inhaltlichen Mängeln in der Qualitätssicherung Biologie zur Verbesserung eingetragen. Dies geschieht, um die Qualität der Biologie-Artikel auf ein akzeptables Niveau zu bringen. Bitte hilf mit, diesen Artikel zu verbessern! Artikel, die nicht signifikant verbessert werden, können gegebenenfalls gelöscht werden. Lies dazu auch die näheren Informationen in den Mindestanforderungen an Biologie-Artikel. |

Die Haarstrangwurzeleule (Gortyna borelii) ist ein Schmetterling (Nachtfalter) aus der Familie der Eulenfalter (Noctuidae). 

## Merkmale

### Falter
Die Flügelspannweite der Falter variiert zwischen 42 und 58 Millimetern. Die relativ großen Falter besitzen bräunlich gefärbte Vorderflügel mit drei markanten weißen Makeln in der Diskalregion. Die Hinterflügel sind weißlich gefärbt.

### Raupe
Erwachsene Raupen sind gelb bis hellbraun gefärbt und besitzen schwarze Flecke. Der Kopf ist orange-rot.

## Verbreitung und Lebensraum
Die Haarstrangwurzeleule ist in Europa weit verbreitet, aber nur lokal vorkommend und selten. Die Schmetterlingsart findet man auf Feuchtwiesen mit Haarstrangvorkommen. In England kommt sie nur an der Küste von Kent und Essex vor. In Deutschland kommt die Schmetterlingsart ebenfalls nur lokal vor, beispielsweise in den Rheinauen südlich von Mannheim und im Hockenheimer Rheinbogen.

## Lebensweise
Die univoltinen Falter sind dämmerungs- und nachtaktiv. Die Flugzeit dauert von Ende August bis Anfang Oktober. Die Raupen ernähren sich ausschließlich vom Echten Haarstrang (Peucedanum officinale), einem hochwüchsigen Doldenblütler. Die Eier werden im Herbst an den Futterpflanzen abgelegt. Die Art überwintert als Ei. Die Raupen schlüpfen im Spätfrühjahr. Anfangs minieren sie an den Stängeln. Später vergraben sich die Raupen und bohren am Wurzelwerk der Haarstrangpflanzen.

## Gefährdung und Schutzmaßnahmen
Die Schmetterlingsart ist europaweit streng geschützt. Die Art ist auf ihre Futterpflanzen angewiesen. Als Schutzmaßnahmen werden Wiesen, auf welchen der Falter vorkommt, von der Mahd ausgenommen. Des Weiteren bedrohen Überflutungen der Wiesen (an der englischen Küste durch Meereshochwasser, in Südwestdeutschland durch Flußhochwasser) die Raupen und somit die gesamte Schmetterlingspopulation. Als Schutzmaßnahme werden Haarstrangpflanzen an hochwassersicheren Standorten angepflanzt und einzelne Raupenpopulationen umgesiedelt.